# Jos Lambrechts
Jos Lambrechts (Stabroek, 5 oktober 1935 – aldaar, 22 februari 2015) was een Belgische atleet, die gespecialiseerd was in de middellange afstand. Hij nam tweemaal deel aan de Olympische Spelen en veroverde drie Belgische titels.

## Biografie
Lambrechts nam op de 800 m deel aan de Olympische Spelen van 1960 in Rome, waar hij met een derde plaats werd uitgeschakeld in de reeksen. In 1961 werd hij voor het eerst Belgisch kampioen, ditmaal op de 1500 m. Het jaar nadien behaalde hij beide titels op de middellange afstand. Hij was op beide afstanden geselecteerd voor de Europese kampioenschappen in Belgrado. Op de 800 m moest hij opgeven en daardoor kon hij ook niet starten op de 1500 m.
In 1964 nam hij op de 800 m voor de tweede maal deel aan de Olympische Spelen. Ditmaal kon hij de halve finale bereiken, waarin hij zesde werd.

### Clubs
Lambrechts begon zijn carrière bij AC Stabroek en stapte daarna over naar Racing Brussel.

## Belgische kampioenschappen
| Onderdeel | Jaar       |
| --------- | ---------- |
| 800 m     | 1962       |
| 1500 m    | 1961, 1962 |

## Persoonlijk record
| Onderdeel | Prestatie | Datum            | Plaats     |
| --------- | --------- | ---------------- | ---------- |
| 400 m     | 49,7 s    | 24 juli 1960     | Antwerpen  |
| 800 m     | 1.48,0    | 10 juli 1962     | Zürich     |
| 1500 m    | 3.44,2    | 12 augustus 1962 | Oudenaarde |

## Palmares

### 800 m
- 1959:  BK AC – 1.52,9
- 1960:  BK AC – 1.49,2
- 1960: 3e reeks OS in Rome – 1.49,1
- 1962:  BK AC – 1.51,3
- 1962: DNF reeksen EK in Belgrado
- 1963:  BK AC – 1.53,3
- 1964:  BK AC – 1.51,7
- 1964: 8e ½ fin. OS in Tokio – 1.52,8

### 1500 m
- 1961:  BK AC – 3.47,9
- 1962:  BK AC – 3.59,0
- 1962:  BK AC – 3.45,1

### 4 x 400 m
- 1960: 4e reeks OS in Rome – 3.15,1

### veldlopen
- 1960:  Volkscross van Le Soir
- 1961:  Volkscross van Le Soir
- 1963:  Volkscross van Le Soir